# Sòstrat d'Alexandria
Sòstrat d'Alexandria (en llatí Sostratus, en grec Σώστρατος) fou un cirurgià nascut a Alexandria.
Es creu que va viure vers el segle III aC segons es dedueix d'alguns que podrien ser els seus contemporanis. Fou un dels primers que va donar importància als embenatges, segons diu Galè. Va escriure probablement algunes obres zoològiques que són mencionades per diversos autors antics i que no es conserven. És esmentat amb elogi per Appuleu Cels.